# 720p

Порівняльний графік стандартних роздільних здатностей.

720p (1280×720 пікселів) — скорочена загальна назва одного з форматів відео високої роздільної здатності (HDTV). Число 720 означає 720 горизонтальних ліній екранної роздільної здатності, а літера «p» означає прогресивну розгортку. При трансляції 60 кадрів в секунду, 720p забезпечує найвищу якість в межах стандарту ATSC. Завдяки прогресивній розгортці, зменшується необхідність у фільтрації зображення та компенсації блимання, що своєю чергою наближає 720p, по чіткості відображення найменших деталей, до стандарту 1080i.

## Короткі специфікації
720p має широкоекранні пропорції 16:9, з вертикальною роздільною здатністю 720 пікселів і горизонтальною роздільною здатністю 1280 пікселів, загальною сумою — 921'600 пікселів. Частота кадрів за секунду (в цьому випадку дорівнює частоті оновлення) може зазначатися відразу після літери «p» у герцах. Стандарт передбачає п'ять різних швидкостей оновлення зображення: 24, 25, 30, 50 і 60 Гц (або кадр/сек). Країни, що традиційно використовують стандарти PAL та SECAM, будуть транслювати зображення зі швидкістю 25 та 50 кадр/сек, а країни, що використовують NTSC (країни Північної та Південної Америки, Південна Корея, Японія, Філіппіни та інші) — 24 для кінофільмів та 60 для високоякісної трансляції. Всі вищезазначені варіанти можуть транслюватися в межах стандартів ATSC або DVB.

## Додаткова інформація
720p є стандартом збереження та відтворення відео високої чіткості (HQ) на сервісі Youtube та Vimeo, що є оптимальним вибором зі співвідношення розмір/якість/необхідні обчислювальні ресурси/доступність дисплеїв потрібного розміру.
Стандарт 720p використовується телеканалами ABC, FOX Broadcasting Company і ESPN. Крім того, Союз Європейських Телеканалів (англ. European Broadcasting Union), рекомендує всім своїм членам користуватися форматом 720p50, в противагу вимираючому 1080i і готуватися до переходу на 1080p50 в найближчому майбутньому.

## 720p проти1080i
Вже тривалий час точиться дискусія на тему, який формат, 720p чи 1080i, відтворює зображення краще. Якщо рахувати чисто теоретично, то формат 1080i дозволяє відобразити: 1080×1920 = 2'073'600 пікселів; в той час, як 720p відтворює лише 921'600, тобто у 2 рази менше. Але 720p забезпечує відтворення зображення в прогресивній розгортці, і як сказано на сайті ABC «…порівнювати кількість рядків роздільної здатності в зображеннях з прогресивною та черезрядковою розгорткою не зовсім коректно. В період часу, витраченого форматом 720p для відтворення зображення в 720 рядків, у форматі 1080i виводиться тільки 540 рядків. І за той час, доки у форматі 1080i виводиться картинка в 1080 рядків, у форматі 720p закінчується відтворення 1440-го рядка».
Тож не важко підсумувати, що формат 1080i здібніший до відображення статичних чи кадрів з малим коефіцієнтом рухливих об'єктів, а при рухливих сценах втрачає якість та «стабільність»; на противагу йому 720p навпаки краще дає лад динамічним кадрам, не потребуючи при цьому складної стабілізації картинки (яка виконується додатковими пристроями, специфікація яких не є універсальною, тому остаточна якість зображення 1080i залежить від конкретної моделі). Також слід додати, що певне значення має і дисплей. Дисплеї на основі електронно-променевої трубки (ЕПТ) відтворюють краще формати черезрядкової розгортки; натомість РК, плазмові панелі та DLP здібніші до прогресивної розгортки.